# Dieter Gutzler
Dieter Gutzler (* 28. Juli 1964) ist ein ehemaliger deutscher Fußballspieler. Für den SV Darmstadt 98 bestritt der Stürmer 149 Spiele in der 2. Bundesliga, in denen er 26 Tore erzielte. Nach seinem Karriereende war er als Trainer und Funktionär im Amateurfußball sowie als Kommunalpolitiker tätig.

## Werdegang
Gutzler begann das Fußballspielen beim TSV Gundheim, von dem er zu Wormatia Worms in die Oberliga Südwest wechselte. In der Saison 1985/86 war er mit 18 Saisontoren maßgeblich an der Oberligameisterschaft vor dem FSV Salmrohr rund um Klaus Toppmöller, Bernd Hölzenbein und Edgar Schmitt beteiligt. Da jedoch nicht rechtzeitig die vollständigen Unterlagen dem DFB vorgelegt worden waren, blieb der Mannschaft jedoch die Lizenz und damit die Teilnahme an der Aufstiegsrunde zur 2. Bundesliga verwehrt. Stattdessen nahm sie an der deutschen Amateurmeisterschaft 1986 teil. Hier führte Gutzler mit drei Toren in den beiden Viertelfinalspielen gegen den Freiburger FC beim 2:1-Heimsieg und dem anschließenden 2:2-Remis im Rückspiel ins Halbfinale, dort war sie jedoch in beiden Spielen dem BVL 08 Remscheid mit einer 0:3- bzw. 1:2-Niederlage unterlegen.
Während die Wormser Mannschaft größtenteils zusammenblieb und auch in der folgenden Spielzeit um die Oberligameisterschaft mitspielte hatte sich Gutzler im Sommer 1986 in Richtung Profifußball verabschiedet und sich dem Zweitligisten Darmstadt 98 angeschlossen. Am vierten Spieltag der Saison 1986/87 debütierte er als Einwechselspieler für Bernhard Trares beim 1:1-Unentschieden gegen die SG Wattenscheid 09, in der Folge kam er unter Trainer Eckhard Krautzun als Ergänzungsspieler nur unregelmäßig zum Einsatz. Sein erstes Profitor erzielte er in seinem fünften Ligaspiel, als er als „Joker“ beim 4:0-Auswärtssieg gegen den FSV Salmrohr am 16. Spieltag zum 3:0-Zwischenstand traf. Im Rückspiel schoss er den Klub regelrecht ab, beim 8:0-Heimsieg erzielte er fünf Tore. Damit kam er in seiner Debütsaison auf sieben Treffer in 22 Meisterschaftsspielen. Auch unter dem neuen Trainer Klaus Schlappner setzte er sich in der folgenden Spielzeit, in der er mit acht Toren in 29 Ligaspielen sich erneut torgefährlich zeigte, nur zeitweise als Stammspieler durch. Als Tabellendritter der Saison 1987/88 erreichte er mit der Mannschaft die Relegationsspiele gegen den SV Waldhof Mannheim. Beim 3:2-Heimerfolg im ersten Spiel erzielte er den zwischenzeitlichen 1:2-Anschlusstreffer, Mannschaftskapitän Oliver Posniak und der eingewechselte Gu Guangming drehten mit ihren Toren das Spiel. Nach einer 1:2-Niederlage im Rückspiel, bei der Stürmerkollege Uwe Kuhl mit seinem Tor in der 88. Minute den numerischen Gleichstand herstellte (es galt keine Auswärtstorregel) musste ein drittes Spiel die Entscheidung herbeiführen. Dort stand er zwar ebenfalls in der Startformation, war aber in der zweiten Halbzeit durch Gu ersetzt worden. Im Elfmeterschießen, das nach einem 0:0-Unentschieden am Ende der Verlängerung zugunsten des Kurpfälzer Konkurrenten entschied, konnte er damit nicht mitwirken.
Unter dem neuen Trainer Werner Olk war Gutzler anfangs ebenfalls Stammspieler. Sowohl Verein als auch er konnten jedoch nicht an das Vorjahr anknüpfen, so dass Krautzun im Saisonverlauf erneut die Trainerposition übernahm und der lange Zeit torlose Spieler ins zweite Glied rückte. Erst am vorletzten Spieltag war er beim 7:0-Heimsieg gegen den 1. FSV Mainz 05 als doppelter Torschütze erfolgreich, es blieben seine einzigen Saisontore für den letztlich Tabellenelften. Ein erneuter Trainerwechsel – Dieter Renner übernahm im Sommer 1990 – spülte ihn zurück in die Stammelf. In der vom Abstiegskampf überschatteten Spielzeit 1989/90 stand er somit in 32 seiner 33 Ligaspiele in der Anfangself, mit drei Toren trug er zum Klassenerhalt bei. Bis 1993 lief er noch für den Klub auf und erlebte dabei aber bis 1992 fast so viele Trainer wie Ligaspiele: Nacheinander betreuten Uwe Klimaschefski, Uwe Ebert, Slobodan Čendić, Jürgen Sparwasser, erneut Uwe Ebert, Rainer Scholz und Gernot Lutz bis September 1992 die Mannschaft vom Böllenfalltor, während er in den knapp über zwei Jahren 20 Ligaspiele absolvierte. Erst Aleksander Mandziara setzte in der Spielzeit 1992/93 auf ihn. In 21 Spielen erzielte er fünf Treffer und war damit hinter Stefan Simon, der zehn Saisontore erzielt hatte, zweitbester vereinsinterner Torschütze. Als Schlusslicht verabschiedete sich der Klub jedoch bis zum erneuten Aufstieg 2014 aus der 2. Bundesliga.
Gutzler verließ den SV Darmstadt nach dem Abstieg gen SV Edenkoben, später war er als Spielertrainer beim FC Meisenheim und dem FV Hofheim aktiv und trainierte anschließend den TuS Neuhausen und als Assistenz seinen Heimatklub TSV Gundheim. Als sportlicher Leiter kehrte er zu Wormatia Worms zurück, wo er zusammen mit Trainer Bernhard Trares bis Sommer 2009 arbeitete. Später war er wieder als Trainer im unterklassigen Amateurbereich für den TSV Gundheim tätig.
Hauptberuflich ist Gutzler als Leiter einer Grundschule in Dittelsheim-Heßloch tätig. Zwischen 2014 und 2019 amtierte er als Ortsbürgermeister von Gundheim.